# Яніна Тольян
Яніна Тольян (нім. Janina Toljan; нар. 27 березня 1990) — колишня австрійська тенісистка.
Найвищу одиночну позицію світового рейтингу — 437 місце досягла 20 жовтня 2014, парну — 458 місце — 28 вересня 2015 року.
Здобула 3 одиночні та 5 парних титулів.

## Фінали ITF

### Одиночний розряд: 8 (3–5)
| Легенда          |
| ---------------- |
| турніри $100,000 |
| турніри $75,000  |
| турніри $50,000  |
| турніри $25,000  |
| турніри $10,000  |

| Фінали за покриттям |
| ------------------- |
| Тверде (3–1)        |
| Ґрунт (0–4)         |
| Трава (0–0)         |
| Килим (0–0)         |

| Результат | Ранг | Дата     | Турнір                           | Покриття | Суперниця              | Рахунок          |
| --------- | ---- | -------- | -------------------------------- | -------- | ---------------------- | ---------------- |
| Поразка   | 1.   | Сер 2007 | ITF Перчах, Австрія              | Ґрунт    | Ганна Ноні             | 1–6, 6–4, 1–6    |
| Поразка   | 2.   | Тра 2008 | ITF Мостар, Боснія і Герцеговина | Ґрунт    | Джоанна Конта          | 3–6, 6–3, 4–6    |
| Перемога  | 1.   | Лют 2010 | ITF Ейлат, Ізраїль               | Тверде   | Яна Чепелова           | 6–1, 6–2         |
| Поразка   | 3.   | Чер 2012 | ITF Алкмар, Нідерланди           | Ґрунт    | Крістіна Кучова        | 3–6, 4–6         |
| Поразка   | 4.   | Сер 2012 | ITF Перчах, Австрія              | Ґрунт    | Ївонна Нойвірт         | 7–5, 3–6, 3–6    |
| Поразка   | 5.   | Лис 2013 | ITF Шарм-еш-Шейх, Єгипет         | Тверде   | Івана Йорович          | 0–6, 2–6         |
| Перемога  | 2.   | Тра 2014 | ITF Монсон, Іспанія              | Тверде   | Марія Хосе Луке Морено | 6–3, 5–7, 6–0    |
| Перемога  | 3.   | Тра 2014 | ITF Анталія, Туреччина           | Тверде   | Даяна Негряну          | 6–7(5), 6–4, 6–4 |

### Парний розряд: 21 (5–16)
| Легенда          |
| ---------------- |
| турніри $100,000 |
| турніри $75,000  |
| турніри $50,000  |
| турніри $25,000  |
| турніри $10,000  |

| Фінали за покриттям |
| ------------------- |
| Тверде (4–6)        |
| Ґрунт (1–10)        |
| Трава (0–0)         |
| Килим (0–0)         |

| Результат | Ранг | Дата              | Турнір                          | Покриття | Партнерка            | Суперниці                                         | Рахунок          |
| --------- | ---- | ----------------- | ------------------------------- | -------- | -------------------- | ------------------------------------------------- | ---------------- |
| Поразка   | 1.   | 16 липня 2006     | ITF Гархінг, Німеччина          | Ґрунт    | Ана Веселинович      | Катаріна Кіллі Зара Раб                           | 5–7, 5–7         |
| Поразка   | 2.   | 22 червня 2008    | ITF Давос, Швейцарія            | Ґрунт    | Катержина Крамперова | Каталін Мароші Маріна Таваріс                     | 7–5, 4–6, [7–10] |
| Поразка   | 3.   | 6 грудня 2009     | ITF Гавана, Куба                | Тверде   | Ліза Зуммерер        | Маріана Корреа Ангелина Габуєва                   | 2–6, 6–7(6)      |
| Поразка   | 4.   | 5 вересня 2010    | ITF Стамбул, Туреччина          | Тверде   | Ґаллі Де Вал         | Малу Ейдесгаард Ксенія Палкіна                    | 4–6, 4–6         |
| Перемога  | 1.   | 26 вересня 2010   | ITF Мадрид, Іспанія             | Тверде   | Лена-Марі Гофманн    | Лаура Апаоласа Мірадевілья Івонне Кавальє Реймерс | 7–6(7), 7–5      |
| Перемога  | 2.   | 22 жовтня 2010    | ITF Акко, Ізраїль               | Тверде   | Юлія Глушко          | Ґаллі Де Вал Зузана Лінгова                       | 6–2, 6–2         |
| Поразка   | 5.   | 5 серпня 2011     | ITF Відень, Австрія             | Ґрунт    | Сандра Мартинович    | Сімона Добра Луціє Кріґсманнова                   | 4–6, 1–6         |
| Перемога  | 3.   | 21 квітня 2012    | ITF Анталія, Туреччина          | Тверде   | Нікола Гоєр          | Лорен Меґал Ніколь Меліхар                        | 6–2, 6–2         |
| Поразка   | 6.   | 1 грудня 2012     | ITF Анталія, Туреччина          | Ґрунт    | Лаура-Йоана Андрей   | Пашкова Євгенія Сергіївна Анастасія Васильєва     | 6–4, 3–6, [2–10] |
| Поразка   | 7.   | 10 березня 2014   | ITF Анталія, Туреччина          | Ґрунт    | Ленка Юрикова        | Мана Аюкава Естель Касіно                         | 5–7, 5–7         |
| Поразка   | 8.   | 12 травня 2014    | ITF Монсон, Іспанія             | Тверде   | Джулія Суссарелло    | Аріадна Марті Рімбо Марта Сексміло Паскуаль       | 6–4, 4–6, [5–10] |
| Поразка   | 9.   | 12 жовтня 2014    | ITF Рок-Гілл, США               | Тверде   | Десіпна Папаміхаїл   | Сінді Бюргер Шерон Фічмен                         | 6–4, 1–6, [6–10] |
| Перемога  | 4.   | 10 листопада 2014 | ITF Сус, Туніс                  | Тверде   | Натела Дзаламідзе    | Франсеска Стівенсон Манді Ваґемакер               | 6–2, 6–1         |
| Поразка   | 10.  | 14 березня 2015   | ITF Соларино, Італія            | Тверде   | Софія Ковалець       | Анна Бондар Дальма Гальфі                         | 3–6, 2–6         |
| Поразка   | 11.  | 24 липня 2015     | ITF Бад-Вальтерсдорф, Австрія   | Ґрунт    | Нікола Гофманова     | Наталі Сук Анна Врбенська                         | 1–6, 5–7         |
| Поразка   | 12.  | 6 серпня 2015     | ITF Відень, Австрія             | Ґрунт    | Агнеш Букта          | Саллі Пірс Летісія Сарразен                       | 1–6, 2–6         |
| Поразка   | 13.  | 28 серпня 2015    | ITF Перчах, Австрія             | Ґрунт    | Іва Примораць        | Міра Антоніч Юлія Грабер                          | 2–6, 1–6         |
| Поразка   | 14.  | 18 вересня 2015   | ITF Брчко, Боснія і Герцеговина | Ґрунт    | Аніта Гусарич        | Агнеш Букта Вів'єн Югашова                        | 7–5, 4–6, [8–10] |
| Поразка   | 15.  | 9 квітня 2016     | ITF Іракліон, Греція            | Тверде   | Влада Єкшибарова     | Вікторія Кан Альона Сотникова                     | 1–6, 2–6         |
| Перемога  | 5.   | 5 серпня 2016     | ITF Відень, Австрія             | Ґрунт    | Вівіан Гайзен        | Петра Крейсова Анна Словакова                     | 6–3, 6–2         |
| Поразка   | 16.  | 1 вересня 2016    | ITF Санкт-Пельтен, Австрія      | Ґрунт    | Маріана Дражич       | Юстина Єгйолка Ванда Лукач                        | 4–6, 6–4, [9–11] |